# Leucania nepos
Leucania nepos là một loài bướm đêm trong họ Noctuidae.